# (39306) 2001 SV249
(39306) 2001 SV249 es un asteroide perteneciente al cinturón de asteroides, descubierto el 19 de septiembre de 2001 por el equipo del Lincoln Near-Earth Asteroid Research desde el Laboratorio Lincoln, Socorro, Nuevo México.

## Designación y nombre
Designado provisionalmente como 2001 SV249.

## Características orbitales
(39306) 2001 SV249 está situado a una distancia media del Sol de 3,184 ua, pudiendo alejarse hasta 3,623 ua y acercarse hasta 2,745 ua. Su excentricidad es 0,138 y la inclinación orbital 2,810 grados. Emplea 2075,06 días en completar una órbita alrededor del Sol.
Los próximos acercamientos a la órbita de Júpiter ocurrirán el 6 de agosto de 2025, el 25 de junio de 2036 y el 6 de junio de 2047.
Pertenece a la familia de asteroides de (24) Themis.

## Características físicas
La magnitud absoluta de (39306) 2001 SV249 es 14,19.Tiene 7,865 km de diámetro y su albedo se estima en 0,050.